# Lepraria bergensis
Lepraria bergensis är en lavart som beskrevs av Tønsberg. Lepraria bergensis ingår i släktet Lepraria och familjen Stereocaulaceae.   Inga underarter finns listade i Catalogue of Life.